# Pendule d'échecs

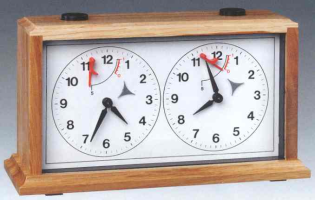
Pendule d'échecs mécanique. Les boutons sur la partie supérieure permettent de stopper l'une des pendules en activant l'autre.

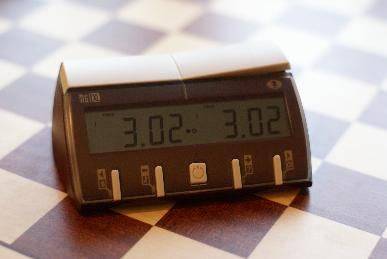
Pendule d'échecs électronique permettant les cadences classiques, voire Fischer ou Bronstein.

Une pendule d'échecs est un système de deux horloges couplées permettant de décompter le temps de réflexion alloué à chaque joueur dans les jeux de réflexion tels que le jeu d'échecs, le jeu de go, le shōgi, le xiangqi, le Scrabble ou  Othello.
Un joueur qui dépasse son temps de réflexion perd aussitôt la partie : on dit qu'il « perd au temps ». Cependant, quelques aménagements ont été adoptés en fonction des jeux. Ainsi, aux échecs par exemple, lorsque le temps d'un joueur est épuisé, son adversaire doit posséder suffisamment de matériel (pièces) pour mater ; dans le cas contraire, la partie est déclarée « nulle ».

## Pendules mécaniques
Le système mécanique le plus courant prend la forme de deux horloges autonomes, chacune avec son propre cadran, insérées dans un même boîtier. L'horloge tourne dans le sens normal des aiguilles d'une montre. Le blocage se fait en général au moyen d'un bouton sur la face supérieure de la pendule. Le blocage d'une horloge enclenche l'autre horloge, et réciproquement. 
Le dépassement du temps est manifesté par la « chute du drapeau », un petit indicateur coloré soulevé par l'aiguille des minutes quand elle arrive au 11 du cadran (les cinq dernières minutes de la période) et qui retombe au moment où l'aiguille atteint le douze. On règle l'heure de départ pour que le temps attribué à chaque joueur atteigne son terme lorsque le drapeau tombe. Par exemple, si chaque joueur a quinze minutes de temps, on règle au départ chaque grande aiguille sur le neuf. Si la période de temps dépasse une heure, on s'entend pour faire démarrer les deux pendules sur la même heure. Il est possible de ne pas donner le même temps à chaque joueur, par exemple dans le cas d'une partie à handicap. 

## Pendules électroniques
Les pendules électroniques jouissent du même système de blocage et fonctionnent comme un compte à rebours. Leur apparition a permis l'introduction de décomptes plus complexes et, selon leurs auteurs, mieux adaptés au jeu : cadence Fischer, cadence Bronstein, mais aussi byo yomi pour ne citer que les plus connues. Les pendules électroniques permettent de programmer pratiquement n'importe quel type de décompte : les plus performantes actuellement sur le marché permettent ainsi de régler des séquences comprenant jusqu'à neuf périodes différentes.

## Histoire
À l’origine, les parties d’échecs se déroulaient sans limite de temps. Certains joueurs prenaient un temps de réflexion considérable, soit parce que cela était conforme à leur tempérament, soit parce que face à une situation compromise, ils ne se résignaient ni à jouer, ni à abandonner. On raconte que Paul Morphy opposé à Louis Paulsen en 1858 fondit en larmes, exaspéré par le temps que prenait son adversaire. 
Les échecs furent le premier jeu dans lequel le recours systématique à la pendule s'est imposé à tous les niveaux de la compétition. Une première tentative consista à utiliser des sabliers, mais le décompte de temps se faisait pour chaque coup séparément, ce qui n’est pas pertinent eu égard au rythme de la partie.
La pendule apparut en 1862, lors du deuxième tournoi international de Londres, formule qui fut confirmée lors du match Adolf Anderssen contre Wilhelm Steinitz en 1866, puis lors du tournoi de Paris en 1876. 
C’est en 1894, au tournoi de Leipzig, que fut adoptée la double pendule avec couplage mécanique.
Aujourd'hui, la Fédération internationale des échecs stipule très précisément les caractéristiques que doivent respecter les pendules (mécaniques ou électroniques) utilisées dans les tournois officiels. L'utilisation de la pendule prend deux formes principales, soit celle d'un temps total par partie, soit celle d'un certain nombre de coups pour une certaine durée.
Le principe retenu postule qu’un certain nombre de coups doit être joué dans un temps défini à l’avance.

## Différentes cadences
Une cadence est composée d'une ou de plusieurs périodes. Une période est définie par un nombre minimal de coups à jouer en un certain temps. La fin d'une période est appelée contrôle de temps.

### Parties longues, parties rapides et blitz
La cadence habituelle des parties en compétition est de 1 h 30 pour 40 coups, puis 30 minutes pour la fin de la partie, avec un incrément de 30 secondes dès le premier coup. Avant la généralisation des pendules électroniques, la cadence usuelle était 40 coups en 2 heures, puis 1 heure « KO ».
Le temps imparti à chacun des joueurs permet de répartir les parties en plusieurs classes. Chacune d'elles a ses règles spécifiques.
- blitz (de l'allemand « éclair ») : partie de moins de 10 minutes (15 avant le 1er juillet 2014[4]) par joueur, comptées pour 60 coups si la cadence prévoit un incrément[5] ;
- partie rapide : partie de 10 à 60 minutes par joueur, comptées pour 60 coups si la cadence prévoit un incrément[5] ;
- la cadence de tournoi ou longue : pour la FIDE, c'est une partie de 2 heures KO au minimum, ou 2 heures pour 60 coups si la cadence prévoit un incrément. Cependant, une cadence inférieure est acceptable dans les compétitions ouvertes seulement aux joueurs dont le classement Elo est limité : 1 h 30 au minimum si tous les joueurs ont moins de 2200, 1 h au minimum si tous les joueurs ont moins de 1600[6].

Lorsqu'il faut départager des ex æquo, une partie blitz particulière dite de « mort subite » où en « Armageddon » est organisée. Les Noirs disposent de 5 minutes et les Blancs de 6 minutes ; en cas de partie nulle, les Noirs sont déclarés gagnants.

### Incréments
Dans le but d’éviter le zeitnot (manque de temps), l'ancien champion du monde d'échecs américain Bobby Fischer imagina de rajouter un temps supplémentaire pour chaque coup joué (cela va de quelques secondes pour les parties blitz, à quelques minutes pour les parties lentes). Cet incrément de temps est souvent adopté dans les tournois, dans la dernière phase de jeu.
On distingue deux types de cadences :
- cadence Fischer : brevetée en 1988 par Bobby Fischer, cette cadence ajoute un certain temps supplémentaire pour chaque coup. Le temps non consommé est ajouté au temps total alloué. Un joueur rapide pourrait ainsi se retrouver au cours de la partie avec une réserve de temps supérieure à celle du départ.
- cadence Bronstein : très proche du système précédent, la cadence Bronstein, inventée par le grand maître international russe David Bronstein (1924-2006), interdit cependant l'accumulation du temps non consommé pour le coup. Le joueur ne peut donc jamais voir son temps augmenter (le temps non consommé n'est pas crédité sur son compte).

## Quelques règles concernant la pendule aux échecs
- C'est l'arbitre qui décide du placement de la pendule[7]. En général, lorsqu'il a plusieurs tables à surveiller, il fait en sorte de pouvoir voir plusieurs pendules sans avoir à se déplacer. Dans le cadre d'une partie amicale, ou si l'arbitre laisse libres les joueurs de placer la pendule comme ils l'entendent, c'est le joueur qui a les Noirs qui décide de son emplacement (un gaucher préférera avoir la pendule à gauche, un droitier à droite.)

- À l'heure prévue pour le début de la partie, la pendule des blancs est mise en marche[8], en général par le joueur qui conduit les noirs ou, s'il est absent, par l'arbitre.

- Un joueur doit appuyer sur la pendule de la même main que celle avec laquelle il vient de jouer son coup[9]. Un coup n'est achevé que lorsque le joueur a appuyé sur la pendule, sauf si le coup met immédiatement fin à la partie (par exemple par un échec et mat, un pat ou une « position morte », c'est-à-dire une position où aucun des deux joueurs ne peut plus gagner)[10]. Cela signifie que si le drapeau d'un joueur tombe entre le moment où il a joué un coup et celui où il appuie sur la pendule, il a perdu la partie, sauf dans le cas où son adversaire ne peut mater par une suite de coups légaux, auquel cas la partie est déclarée nulle.

- Si on constate que les drapeaux des deux joueurs sont tombés sans qu'on puisse dire lequel est tombé en premier, la partie continue sauf si on est dans la dernière période de jeu. Dans le cas contraire, lors de la dernière période de jeu, la partie est déclarée nulle[11].

- En partie longue, on considère que le drapeau est tombé seulement si l'arbitre le constate ou si un des deux joueurs demande  que ce soit constaté[12]. En jeu rapide ou en blitz, l'arbitre ne peut faire remarquer qu'un drapeau est tombé. Il s'adressera néanmoins aux joueurs dans le cas où les deux drapeaux le sont[13].

Pour les parties longues ou le jeu rapide, cette règle signifie que si le drapeau d'un joueur tombe et que son adversaire ou l'arbitre ne le remarque pas, on peut continuer à jouer jusqu'à ce que la chute du drapeau soit constatée ou que la partie arrive à son terme. Dans son livre Comment mûrir son style aux échecs, Jeremy Silman raconte que lors d'une partie âprement disputée contre Ruth Haring, il joua assez longtemps alors que son drapeau était tombé « depuis belle lurette » au contrôle des quarante premiers coups, sans que Haring s'en aperçoive. Une fois le quarantième coup passé, elle eut un choc en apprenant qu'elle aurait ainsi pu gagner la partie « rien qu'en pointant l'index ». Silman écrit qu'elle fut terrassée par cette nouvelle et que cela lui a donné un avantage psychologique non négligeable qui l'a aidé à arracher la victoire.
- Dans les fins de partie au KO (c'est-à-dire sans incrément), on ne doit pas jouer en comptant simplement gagner au temps, sans élaborer de véritable plan. Si un joueur a moins de deux minutes à sa pendule et considère que son adversaire ne fait rien pour gagner par des moyens normaux, il est en droit d'appeler l'arbitre qui pourra, s'il est d'accord avec le joueur qui en a fait la demande, déclarer la partie nulle[15]. La décision de l'arbitre, dans ce cas, est sans appel possible[16]. Cette règle s'applique à toutes les cadences sauf au blitz[17].

## Autres jeux

### Jeu de go et shōgi
Le décompte du temps imparti pour une partie de go ou de shōgi en compétition se décompose en deux phases : un temps global pour la partie, puis, quand  cette phase est épuisée, le joueur a l'obligation de jouer chacun de ses coups en moins de n secondes (n étant fixé avant la partie). Si le joueur excède alors son temps de réflexion, il perd « au temps ». Cette seconde phase  est appelée byo yomi (lecture des secondes, en japonais). Sur les pendules électroniques, on trouve désormais ce mode de décompte du temps ; en leur absence, on peut utiliser  par exemple le « byo yomi canadien » : au lieu d'un temps fixé pour chaque coup, on donne un certain temps pour un petit nombre de coups, par exemple, 10 coups en 5 minutes au lieu de trente secondes par coup. La pendule (manuelle) doit alors être réglée à la fin de chacune de ces séquences de coups.

### Scrabble
Les pendules d'échecs sont également utilisées pour les tournois de Scrabble classique. Typiquement, chaque joueur dispose de 25 minutes pour placer toutes ses lettres. Dans le Scrabble francophone, si le joueur laisse écouler son temps, il n'a plus le droit de placer des mots et doit passer son tour jusqu'à la fin de la partie. Si les deux joueurs n'ont plus de temps, chaque joueur ôte la valeur de ses lettres de son cumul, et la partie est déclarée terminée. Dans le Scrabble anglophone, on utilise un autre système : pour chaque minute supplémentaire, à partir de la première seconde de la minute, le joueur perd dix points. Après 15 minutes supplémentaires, le joueur perd automatiquement au temps. Il est donc nécessaire de compter le temps passé après que les 25 minutes sont écoulées.
Les pendules électroniques permettent les deux types de décompte.